# 室女座SS
室女座SS是明顯呈現紅色的米拉變星，它的變光範圍從9.5等至7.4等，週期為361天。它也被考慮是一顆半規則變星，因為在過去數十年內他的最大和最小亮度本身也是個變數。它因為富含碳，所以光譜類型是C6.3e，與雙子座T相似。室女座SS，與含碳的米拉變星一樣，有一條變化很大的H-α發射譜現，並與整體的光度變化同步，這條Hα譜線在變亮時顯得更為明顯。在近紅外波段上的觀測顯示，它的半徑是500倍太陽半徑，表面溫度介於2405-2485k。